# Piatra Olt
Piatra Olt é uma cidade da Romênia com 6.583 habitantes, localizada no judeţ (distrito) de Olt.